# Titulus Regius
Titulus Regius ("kongetitel" på latin ) er en statut udstedt af Det engelske parlamentet i 1484, hvorved titlen som konge af England blev tildelt Richard 3.
Lovenen ratificerer erklæringen givet af medlemmerne af House of Lords og House Commons et år tidligere om, at ægteskabet mellem Edvard 4. af England og Elizabeth Woodville havde været ugyldigt, og derved var deres børn, herunder Edvard, Richard og Elizabeth, var illegitime og således udelukket fra arverækken. Richard 3. var blevet udråbt til den retmæssige konge. Da Lords and Commons ikke officielt var blevet indkaldt som et parlament, var der opstået tvivl om dets gyldighed, så da parlamentet trådte sammen, vedtog det erklæringen som en lov.
Efter at Richard 3. blev blevet styrket, blev loven ophævet, hvilket resulterede i at af Edvard 4. og Elizabeth Woodvilles børns legitimiteten blev genoprettet.

## Indhold
Edvards ægteskab blev gjort ugyldigt, fordi biskoppen af Bath & Wells, Robert Stillington, vidnede om, at kongen havde indgået en forudgående ægteskabskontrakt med Lady Eleanor Butler.
And how also, that at the time of contract of the same pretensed Marriage, and before and long time after, the said King Edward was and stood married and troth-plight to one Dame Eleanor Butler, Daughter of the old Earl of Shrewsbury, with whom the same King Edward had made a precontract of Matrimony, long time before he made the said pretensed Marriage with the said Elizabeth [Woodville] Grey, in manner and form above-said.
Dokumentet hævdede også, at Elizabeth Woodville og hendes mor havde brugt hekseri for at få kongen til at gifte sig med hende. Da Richards bror Georg Plantagenet, 1. hertug af Clarence, var blevet og frataget sin ære og gods og henrettet, mistede hans efterkommere alle rettigheder til tronen og efterlod Richard som den sande arving. I tilgift antydede dokumentet også, at Georg og Edvard selv var illegitime og fastslog, at Richard, "født i dette land" var den "utvivlsomme søn og arving til Richard, den afdøde hertug af York".
Edvards regeringstid blev også kritiseret, han blev anklaget for at have ledet gennem "sensualitet og lystenhed" og nydt "beundring og smiger" og været let påvirket af "personer, der var uhøflige, onde og fuld af overdreven griskhed", en henvisning til Woodville-familien. I modsætning hertil siges det, at Richard havde været en mand, der var kendetegnet ved "stor kløgt, klogskab, retfærdighed, fyrsteligt mod og mindeværdige og prisværdige handlinger i forskellige slag."

## Ophævelse
Efter at Richard blev styrtet, blev loven ophævet af den nye konge, Henrik 7.'s, første parlament. Ophævelsen var vigtig, fordi den nye konge og hans støtter betragtede Richard 3.'s styre som en usurpation, og også fordi Henrik 7.'s potentielle hustru, Elizabeth af York, som han havde lovet at gifte sig, hvis han fik tronen, var den ældste datter af Edvard 4. og Elizabeth Woodville og loven havde også gjort hende illegitim.
Henrik beordrede også sine undersåtter til at ødelægge alle kopier af lovene og alle relaterede dokumenter uden at læse dem. Hans ordrer blev udført så grundigt, at kun en kopi af loven nogensinde er blevet fundet. Denne kopi blev transskriberet af en klosterkrønikeskriver til Croyland Chronicle, hvor den blev fundet af Sir George Buck mere end et århundrede senere under Jakob 1's regeringstid.

Ophævelsesloven blev vedtaget i det første parlament under Henrik 7. med angivelse af, at den oprindelige Titulus Regius var
void, adnulled, repelled, irrite [invalidated], and of noe force ne effecte
og at originalen skulle ødelægges, og at kopier enten skulle destrueres eller returneres til parlamentet under trussel om bøde og fængsel.

En lovrapport fra hans regeringstid fastslog:
...that the said Bill, Act and Record, be annulled and utterly destroyed, and that it be ordained by the same Authority, that the same Act and Record be taken out of the Roll of Parliament, and be cancelled and brent ['burned'], and be put in perpetual oblivion.
Det lykkedes næsten for Henrik fortie Titulus Regius. Det 100-årige hul, hvor Titulus Regius blev censureret faldt sammen med Tudor-dynastiet regeringstid. Det var kendt, at Richard havde hævdet, at en forudgående ægteskabskontrakt havde gjort Edvards søns ret til tronen ugyldig, men det var ikke kendt, hvem Edvards formodede "rigtige" hustru var. Thomas More antog, at loven henviste til Edvards langvarige forhold til sin elskerinde, Elizabeth Lucy, en opfattelse, der blev gentaget, indtil Buck opdagede det originale dokument.
Edvard 4.'s første søn, selvom Titulus Regius annullerede hans regeringstid, regnes stadig som Edvard 5. for at understrege, at Richard 3. var en tronrager. Således blev Henrik 7.'s barnebarn nummereret Edvard 6.

## Eksterne links
- Originaltekst til Titulus Regius